# Serge Slama
Cet article possède un paronyme, voir Serge Lama.
 (juillet 2014).
Serge Slama est un professeur de droit public à l'université Grenoble-Alpes.
Il est aussi connu pour son militantisme en faveur du droit des étrangers ou dans le cadre de l'opposition à l'état d'urgence.

## Études
Sa thèse, intitulée Le privilège du national, a été soutenue sous la direction de Danièle Lochak, en décembre 2003 à Paris X-Nanterre.

## Parcours militant
Il est également connu comme militant associatif pour les droits des étrangers. À ce titre, il est membre du Gisti (Groupe d'information et de soutien des immigrés) et a travaillé sur certains de ses recours.
Il intervient fréquemment dans le débat public sur la question du droit des étrangers en France. Ainsi, en novembre 2009, il est signataire d'une tribune avec d'autres personnalités pour s'opposer au « grand débat » sur l'identité nationale, « posé en termes xénophobes ». En décembre 2009, il fait partie des vingt chercheurs exigeant dans un appel la suppression du ministère l'immigration et de l'identité nationale, « ce rapt nationaliste de l’idée de nation, les idéaux universalistes qui sont au fondement de notre République ».
Il signe aussi une tribune avec Éric Fassin et Nicolas Ferran (coordinateur des Amoureux au ban public) pour dénoncer la pénalisation du « mariage gris », proposée par le ministre de l'immigration Éric Besson. Le 31 mai 2012, à l'occasion de l'abrogation par le gouvernement Ayrault de la « circulaire Guéant », il publie, avec Jean-Philippe Foegle, président de la LDH Sorbonne, une tribune appelant à « changer vraiment de politique » sur les étudiants étrangers car « depuis la suspension de l’immigration de travail décidée en juillet 1974, les politiques publiques […] ont toujours été guidées par le principe selon lequel tout étranger venu pour poursuivre des études doit normalement regagner son pays d'origine à la fin de ses études. »

## Activités rédactionnelles
C'était[Qui ?] un blogueur juridique, d'abord sur le blog Droit administratif ou sur le Journal d'un avocat de Maître Eolas, puis, depuis septembre 2008, avec son propre blog Combats pour les droits de l'homme (CPDH).
Il est, avec Nicolas Hervieu, l'un des rédacteurs réguliers de la lettre "Actualités droits-libertés" et membre du comité de rédaction de la Revue des droits de l'homme (Rev. DH), la revue électronique du CREDOF.
Il codirige, avec Marie-Laure Basilien-Gainche, le Pôle droit des étrangers qui se présente comme « un lieu de réflexion critique sur la politique de l'Union européenne dans les domaines du contrôle de l'immigration et du droit d'asile » de Trans europe expert, un réseau européen d'experts en droit.

## Publications
- Serge Slama, La fin de l’étudiant étranger, L’Harmattan, novembre 1999, 312 p..  (ISBN 2-7384-8411-5) Issu d’un mémoire du DEA "Droits de l’homme et libertés publiques" (1996/1997), 1er prix de l’Observatoire de la vie de l’étudiant 1997.
- Serge Slama (dir.), « Les discriminations selon l’origine », Problèmes politiques et sociaux, no 966, La Documentation française, novembre 2009, 120 p. ISSN 0015-9743
- Commission nationale consultative des droits de l'homme (CNCDH), Défendre en justice la cause des personnes détenues, sous dir. Serge Slama et Nicolas Ferran, La Documentation française, 2014, 264 p.  (ISBN 978-2-11-009476-6)

En juin 2024, dans le contexte d'une possible arrivée au pouvoir du Rassemblement national, il envisage une campagne de désobéissance civile.